# 左藤章
左藤  章（さとう あきら、1951年〈昭和26年〉7月12日 - ）は、日本の政治家。自由民主党所属の元衆議院議員（5期）。学校法人大谷学園理事長、学校法人光華女子学園理事、学校法人大阪聖徳学園理事、学校法人藤田学園評議員、学校法人木村学園理事、社会福祉法人聖徳園理事。旧姓は伊戸。
社団法人大阪青年会議所副理事長、防衛大臣政務官（第2次安倍内閣）、防衛副大臣兼内閣府副大臣（第2次安倍改造内閣・第3次安倍内閣）、内閣府副大臣（第4次安倍改造内閣）、衆議院安全保障委員長、衆議院文部科学委員長、自由民主党幹事長代理、同大阪府連会長などを歴任した。

## 概要
政治家の左藤恵の娘婿となり、恵の秘書となった。また、左藤家が創始した大谷学園など、真宗大谷派系列の学校法人の役職を務めた。その後、2000年に衆議院議員に初当選した。第2次安倍内閣では防衛大臣政務官、第2次安倍改造内閣では防衛副大臣に加えて、内閣府副大臣を兼任した。第4次安倍改造内閣では内閣府副大臣（沖縄政策及び北方領土問題、情報通信技術（IT）政策、知的財産戦略、科学技術政策、宇宙政策、公正取引委員会に関する事務などの担当）に任命された。

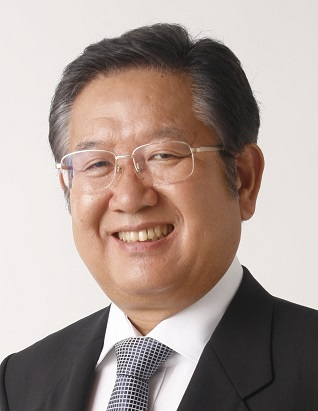
内閣広報室より公表された肖像

## 来歴

### 生い立ち
福井県坂井郡（現あわら市）生まれ。福井県立高志高等学校、福井大学工学部卒業。大学卒業後、セーレンに入社し、在職中に結婚。妻の父は衆議院議員の左藤恵であり、結婚を機に左藤姓に改め、婿入りする。1979年、セーレンを退職し、以後義父である左藤恵の公設第一秘書を務める。左藤恵の閣僚就任（郵政大臣、法務大臣、国土庁長官）の度、大臣秘書官を務め、左藤恵が自由民主党を離党し新生党の結党に参加した際は、自らもこれに従った。
1996年、第41回衆議院議員総選挙に新進党から比例近畿ブロック単独（名簿14位）で出馬したが、落選。その後、義父・左藤恵の自民党復党に伴い、自身も自民党の党籍を回復する。左藤恵の政界引退により、選出選挙区であった大阪2区の地盤を継承。2000年の第42回衆議院議員総選挙に自民党公認で大阪2区から出馬し、日本共産党の石井郁子らを破り初当選した。

### 政治家として
2000年の初当選後、宏池会に入会する。2003年の第43回衆議院議員総選挙でも、大阪2区で再選。
2005年の郵政国会では、大阪府選出の自民党所属議員で唯一、郵政民営化に反対。郵政民営化関連6法案の衆議院本会議における採決では党の賛成方針に造反し、反対票を投じた。その後、郵政民営化法案は参議院で否決され、小泉純一郎首相は衆議院を解散する。解散後、左藤は自民党本部に対し、弁明書を提出した上で、選挙後の国会に郵政民営化関連6法案が再提出されれば賛成する姿勢を示し、自民党大阪府連もこれを受けて左藤の公認を自民党本部に対して申請したが、結局公認を得られず、自民党は大阪2区に川条志嘉を擁立。第44回衆議院議員総選挙には無所属で大阪2区から出馬したが、川条に2,530票差で敗れ、落選した。落選後は、朝夕、選挙区の駅前で街頭演説を行い、第45回衆議院議員総選挙への出馬に向けた準備を進めていたが、前回の総選挙によって生じた大阪2区の保守分裂状態は解消されず、2009年の第45回衆議院議員総選挙においても無所属の左藤、自民党の川条が大阪2区から出馬。左藤は前回に比べ約1,400票を上積みしたが、川条は大幅に得票数を下げ、いずれも民主党新人の萩原仁に敗北した。その後2010年12月に自民党党紀委員会で左藤の復党が了承され、復党。
2012年の第46回衆議院議員総選挙では、自民党の公認を受けて大阪2区から出馬し、日本維新の会新人の林原由佳、民主党から日本未来の党へ鞍替えした前職の萩原、無所属で出馬した元職の川条らを破り、7年ぶりに国政に復帰した。選挙後に発足した第2次安倍内閣において、防衛大臣政務官に任命され、2013年9月まで務める。同年10月より自民党国防部会長。2014年9月4日、第2次安倍改造内閣で防衛副大臣に任命され、同月26日には内閣府副大臣に任命された。
2017年12月、自由民主党大阪府支部連合会会長に就任。2018年10月4日、第4次安倍改造内閣で内閣府副大臣（沖縄政策及び北方領土問題、情報通信技術（IT）政策、知的財産戦略、科学技術政策、宇宙政策、公正取引委員会に関する事務などの担当）に任命された。2019年5月に、前月の第19回統一地方選挙の一環として行われた大阪府知事・市長選挙や衆議院大阪府第12区補欠選挙などの一連の選挙での敗北を受け、府連会長を辞任した。
2020年10月、衆議院文部科学委員長に就任。文科委員長としては、公立小学校の学級の人数を40人から35人に引き下げる「公立義務教育諸学校の学級編制及び教職員定数の標準に関する法律の一部を改正する法律」の成立などに関わった。翌年10月に衆議院文部科学委員長を退任。
2021年10月、自由民主党幹事長代理に就任。
2021年（令和3年）10月31日投開票の第49回衆議院議員総選挙で自身が出馬した大阪2区で日本維新の会の守島正に敗れ落選。
2024年10月27日投開票の第50回衆議院議員総選挙でも守島に敗れ落選。

## 政策・主張

### 日本国憲法
- 憲法改正に賛成[26]。
- 集団的自衛権の行使を禁じた政府の憲法解釈を見直すことに賛成[26]。
- 日本の核武装について将来にわたって検討すべきでないとしている[26]。

### 消費税
- 2012年の公開アンケートにおいて、消費税を2014年4月に8%、2015年10月に10%まで引き上げる法律が成立したことについて「法律通りに引き上げるべきだ」と回答している[26]。
- 2014年の公開アンケートにおいて、「2017年4月に消費税率を10%に引き上げるべきだ」と回答している[27]。
- 2017年の公開アンケートにおいて、消費税を2019年10月に10%に引き上げることについて「賛成」と回答している[28]。
- 2020年5月、「消費税0％の検討」を掲げた『国民を守るための「真水100兆円」令和2年度第2次補正予算に向けた提言』に賛同している[29]。

### 犯罪対策
- 2021年、文部科学委員長として、わいせつ行為で懲戒免職となった教員への免許再交付を都道府県教育委員会が拒否できる裁量権を与えるほか、性暴力による教員免許失効者のデータベースを国が整備することを盛り込んだ「わいせつ教員対策新法」を提出した[30][31][32]。

### 経済・財政政策
- 2017年の公開アンケートにおいて、「景気対策のために財政出動を行うべきだ」という意見に対して「どちらかと言えば賛成」としている[33]。
- 「デフレの中で個人消費者や民間企業が消費や投資を控える、”民”がお金を使わない状況では、”公”による支出はある程度許容されるべき」と述べている[34]。

### 原子力発電
原子力規制委員会の新基準を満たした原子力発電所の再稼働に賛成。

### 環太平洋戦略的経済連携協定
日本の環太平洋経済連携協定（TPP）参加に反対。

### 皇室制度
女性宮家の創設に反対。

### 選択的夫婦別姓
選択的夫婦別姓制度導入について、「どちらとも言えない」としている。

### 大阪都構想（大阪市廃止・特別区設置の住民投票）
2020年11月に行われた大阪市廃止・特別区設置（いわゆる大阪都構想）の住民投票に反対。「大阪市の機能や権限を強化することによる成長を目指すべき」と主張。

## 政治資金

### 資金パーティー
左藤が代表を務める政治団体が、左藤が副大臣在任中だった2014年に収入額1千万円以上の政治資金パーティーを開いていた。大臣規範は政務三役に対し「国民の疑惑を招きかねないような大規模なパーティー」の自粛を求めている。

### 選挙区内の有力者をパーティーに招待
2012年12月3日、シェラトン都ホテル大阪にて「左藤章君を再度国会へ送る会」と題するパーティーを開催した。このパーティーは、参加者から会費2万円を徴収することになっていた。ところが、マスコミにより「地元関係者によれば、このパーティーに左藤氏は選挙区内の社会福祉協議会の会長らを“無料招待”していたという」と報じられたことから、「選挙に当選する目的でパーティーに無料招待すると『金券扱い』となる。つまり『選挙区内の地元有力者に2万円相当の供応接待』をしたとみられてもおかしくない。公選法221条の買収罪にあたる可能性」があると指摘された。なお、パーティーが開催された2012年12月3日は、第46回衆議院議員総選挙の公示日の前日にあたる。
2014年10月17日には、衆議院安全保障委員会でもこの件が指摘された。この件について、左藤は「招待ではなく“来賓”として来てもらっている」などと主張し、参加者の総数約900名のうち600名が来賓だったなどと説明した。また、「来賓」対象者への招待状には、「会費20000円」と印刷された文字の上に「御来賓」と赤いスタンプが押されていたが、この点について「（スタッフが）たまたま上に押しただけ」などと説明した。また、「来賓」対象者については「すべてが連合町会長などではない」としている。
同年10月20日、左藤はコメントを発表し「無料招待をしたことは一度もございません」と主張した。そのうえで「約600名の方に受付の関係上ご来賓として案内状をお渡ししておりますが、ご来賓者への案内状にも振込用紙は同封しており、会費をお支払い頂けるようになっております」と説明している。また、会費を納付せず来場してしまった者への対応について「受付にて会費のご入金の有無を確認し、会費未納の方はその場で会費を頂くか後日ご入金頂いております」と説明している。

## 略歴
- 1951年 - 福井県にて誕生。
- 1970年 - 福井県立高志高等学校卒業。
- 1974年 - 福井大学工学部卒業。
- 1974年 - セーレン入社。
- 1979年 - 衆議院議員第一秘書。
- 1980年 - 大谷学園評議員。
- 1984年 - 郵政大臣大臣秘書官。
- 1987年 - 大阪青年会議所理事。
- 1989年 - 日本青年会議所大阪ブロック協議会副会長。
- 1989年 - 大阪青年会議所監事。
- 1990年 - 大阪青年会議所副理事長。
- 1990年 - 法務大臣秘書官。
- 1991年 - 大阪青年会議所法制顧問。
- 1994年 - 衆議院議員政策担当秘書。
- 1994年 - 国土庁長官秘書官。
- 1996年 - 第41回衆議院議員総選挙落選。
- 2000年 - 第42回衆議院議員総選挙当選（1期目）。
- 2003年 - 第43回衆議院議員総選挙当選（2期目）。
- 2005年 - 第44回衆議院議員総選挙落選。
- 2009年 - 第45回衆議院議員総選挙落選。
- 2012年 - 第46回衆議院議員総選挙当選（3期目）。
- 2012年 - 防衛大臣政務官（第2次安倍内閣）。
- 2013年 - 自由民主党政務調査会国防部会部会長。
- 2013年 - 自由民主党安全保障と土地法制に関する特命委員会顧問。
- 2013年 - 自由民主党司法制度調査会犯罪被害者等保護・支援体制の一層の推進を図るプロジェクトチーム顧問。
- 2013年 - 自由民主党宇宙総合戦略小委員会相談役。
- 2013年 - 自由民主党刑務所出所者等就労支援強化特命委員会副委員長。
- 2013年 - 自由民主党鳥インフルエンザ対策本部副本部長。
- 2014年 - 防衛副大臣（第2次安倍改造内閣）。
- 2014年 - 内閣府副大臣（第2次安倍改造内閣）。
- 2014年 - 第47回衆議院議員総選挙当選（4期目）。
- 2017年 - 第48回衆議院議員総選挙当選（5期目）。
- 2017年 - 自由民主党大阪府支部連合会会長。
- 2018年 - 内閣府副大臣（第4次安倍改造内閣）。
- 2020年 - 衆議院文部科学委員長。
- 2021年 - 幹事長代理。
- 2021年 - 第49回衆議院議員総選挙落選。
- 2024年 - 第50回衆議院議員総選挙落選。

## 家族・親族
義曾祖父の左藤了秀は真宗大谷派の僧侶であり、大谷学園を創立した。義祖父の左藤義詮は、衆議院議員、参議院議員を務め、防衛庁長官や大阪府知事などを歴任した。義詮の妻である左藤行子は、了秀の創始した大谷学園の理事長を務めた。岳父の伊戸恵も衆議院議員を務め、郵政大臣、法務大臣、国土庁長官などを歴任した。恵の弟である河野弘は河野薬品の社長を務め、同じく恵の弟である左藤孜は日本放送協会大阪放送局の局長や光華女子学園の理事を務めた。恵の長男である伊戸一義は、大谷学園の理事長を務め、2024年現在は大谷学園の学園長を務めている。
- 左藤了秀（義曾祖父） - 僧侶・教育者
- 左藤義詮（義祖父） - 政治家・教育者
- 左藤行子（義祖母） - 教育者
- 左藤恵（岳父） - 政治家
- 河野弘（義叔父） - 実業家
- 左藤孜（義叔父） - 教育者
- 伊戸一義（義兄弟） - 教育者

## 系譜
|          |          |          |          |          |          |  |  |          |          |          |          |          |          |  |  |        |        |        |        |        |        |  |  |          |          |          |          |          |          |  |  |
| 左藤了秀 | 左藤了秀 | 左藤了秀 | 左藤了秀 | 左藤了秀 | 左藤了秀 |  |  | 左藤義詮 | 左藤義詮 | 左藤義詮 | 左藤義詮 | 左藤義詮 | 左藤義詮 |  |  |        |        |        |        |        |        |  |  |          |          |          |          |          |          |  |  |
| 左藤了秀 | 左藤了秀 | 左藤了秀 | 左藤了秀 | 左藤了秀 | 左藤了秀 |  |  | 左藤義詮 | 左藤義詮 | 左藤義詮 | 左藤義詮 | 左藤義詮 | 左藤義詮 |  |  |        |        |        |        |        |        |  |  |          |          |          |          |          |          |  |  |
|          |          |          |          |          |          |  |  |          |          |          |          |          |          |  |  | 左藤恵 | 左藤恵 | 左藤恵 | 左藤恵 | 左藤恵 | 左藤恵 |  |  | 左藤一義 | 左藤一義 | 左藤一義 | 左藤一義 | 左藤一義 | 左藤一義 |  |  |
|          |          |          |          |          |          |  |  |          |          |          |          |          |          |  |  | 左藤恵 | 左藤恵 | 左藤恵 | 左藤恵 | 左藤恵 | 左藤恵 |  |  | 左藤一義 | 左藤一義 | 左藤一義 | 左藤一義 | 左藤一義 | 左藤一義 |  |  |
|          |          |          |          |          |          |  |  | 左藤行子 |          |          |          |          |          |  |  |        |        |        |        |        |        |  |  |          |          |          |          |          |          |  |  |
|          |          |          |          |          |          |  |  |          |          |          |          |          |          |  |  |        |        |        |        |        |        |  |  | 左藤浩子 |          |          |          |          |          |  |  |
|          |          |          |          |          |          |  |  |          |          |          |          |          |          |  |  |        |        |        |        |        |        |  |  |          |          |          |          |          |          |  |  |
|          |          |          |          |          |          |  |  |          |          |          |          |          |          |  |  |        |        |        |        |        |        |  |  |          |          |          |          |          |          |  |  |
|          |          |          |          |          |          |  |  |          |          |          |          |          |          |  |  |        |        |        |        |        |        |  |  | 左藤章   |          |          |          |          |          |  |  |
|          |          |          |          |          |          |  |  |          |          |          |          |          |          |  |  | 河野弘 |        |        |        |        |        |  |  |          |          |          |          |          |          |  |  |
|          |          |          |          |          |          |  |  |          |          |          |          |          |          |  |  |        |        |        |        |        |        |  |  |          |          |          |          |          |          |  |  |
|          |          |          |          |          |          |  |  |          |          |          |          |          |          |  |  |        |        |        |        |        |        |  |  |          |          |          |          |          |          |  |  |
|          |          |          |          |          |          |  |  |          |          |          |          |          |          |  |  | 左藤孜 |        |        |        |        |        |  |  |          |          |          |          |          |          |  |  |
|          |          |          |          |          |          |  |  |          |          |          |          |          |          |  |  |        |        |        |        |        |        |  |  |          |          |          |          |          |          |  |  |
|          |          |          |          |          |          |  |  |          |          |          |          |          |          |  |  |        |        |        |        |        |        |  |  |          |          |          |          |          |          |  |  |

## 所属団体・議員連盟
- 自民党たばこ議員連盟[41]
- 日本・ペルー友好議員連盟（副会長）[42]
- 超党派日本・ノルウェー友好議員連盟（事務局長）[42]
- 日独友好議員連盟[42]
- 日仏友好議員連盟[42]
- 日米国会議員連盟[42]
- 日華議員懇談会[42]
- 日中友好議員連盟[43]
- 日韓議員連盟[43]
- 日本・チベット国会議員連盟[42]
- 日本の領土を守るため行動する議員連盟（幹事）[42]
- 朝鮮通信使交流議員の会[43]
- 自民党国際人材議員連盟[43]
- 創生「日本」[43]
- 神道政治連盟国会議員懇談会[43]
- 日本会議国会議員懇談会[43]
- 有用微生物利活用推進議員連盟[43]
- TPP交渉における国益を守り抜く会
- パチンコチェーンストア協会（政治分野アドバイザー）
- 将棋文化振興議員連盟[42]
- 社団法人大阪外食産業協会
- 大阪広告美術協同組合
- 大阪府ソフトテニス連盟
- 全国質屋組合連合会
- 真宗大谷関係国会議員同朋の会（事務局長）
- 日朝国交正常化推進議員連盟[43]
- 外国人財活躍推進議員連盟（副幹事長）[43]
- 日本の印章制度・文化を守る議員連盟（副会長, 発起人）[44]

## 選挙歴
| 当落 | 選挙                   | 執行日         | 年齢 | 選挙区           | 政党       | 得票数    | 得票率 | 定数 | 得票順位 /候補者数 | 政党内比例順位 /政党当選者数 |
| ---- | ---------------------- | -------------- | ---- | ---------------- | ---------- | --------- | ------ | ---- | ------------------ | ---------------------------- |
| 落   | 第41回衆議院議員総選挙 | 1996年10月20日 | 45   | 比例近畿ブロック | 新進党     | ーー票    | ーー   | 33   | /                  | 13/10                        |
| 当   | 第42回衆議院議員総選挙 | 2000年06月25日 | 48   | 大阪府第2区      | 自由民主党 | 9万470票  | 47.52% | 1    | 1/4                | /                            |
| 当   | 第43回衆議院議員総選挙 | 2003年11月09日 | 52   | 大阪府第2区      | 自由民主党 | 9万6470票 | 50.82% | 1    | 1/3                | /                            |
| 落   | 第44回衆議院議員総選挙 | 2005年09月11日 | 54   | 大阪府第2区      | 無所属     | 7万1423票 | 31.66% | 1    | 2/4                | /                            |
| 落   | 第45回衆議院議員総選挙 | 2009年08月30日 | 58   | 大阪府第2区      | 無所属     | 7万2888票 | 31.81% | 1    | 2/5                | /                            |
| 当   | 第46回衆議院議員総選挙 | 2012年12月16日 | 61   | 大阪府第2区      | 自由民主党 | 8万817票  | 39.97% | 1    | 1/5                | /                            |
| 当   | 第47回衆議院議員総選挙 | 2014年12月14日 | 63   | 大阪府第2区      | 自由民主党 | 7万8326票 | 46.47% | 1    | 1/3                | /                            |
| 当   | 第48回衆議院議員総選挙 | 2017年10月22日 | 66   | 大阪府第2区      | 自由民主党 | 9万1439票 | 43.90% | 1    | 1/3                | /                            |
| 落   | 第49回衆議院議員総選挙 | 2021年10月31日 | 70   | 大阪府第2区      | 自由民主党 | 8万937票  | 32.46% | 1    | 2/3                | 12/8                         |
| 落   | 第50回衆議院議員総選挙 | 2024年10月27日 | 73   | 大阪府第2区      | 自由民主党 | 6万7833票 | 30.19% | 1    | 2/5                | /                            |